# Abū Tammām
Abū Tammām H̩abīb b. Aws (en arabe : أَبُو تَمَّام حَبِيب بِن أَوْس) est un poète et anthologue arabe. D'après son fils Tammām, il serait né en 804. Dans des propos rapportés par Abū Bakr Muh̩ammad b. Yah̩yā al-S̩ūlī dans ses Ah̠bār Abī Tammām, le poète affirme être né en 806 dans la ville de Ǧāsim (en) entre Damas et Tibériade. D'après son fils, il serait mort en 845. D'après d'autres sources, en 846.

## Biographie

### Jeunesse
Son père, chrétien, se nommait Thâdûs et vendait du vin à Damas. Le fils change le nom de son père en Aws et se forge une généalogie le reliant à la tribu arabe de T̩ayyi'. Il aurait été tourné en dérision en raison de cette généalogie inventée, mais il semble qu'elle finit par être largement acceptée, puisque de nombreux ouvrages se réfèrent à lui comme le "t̩ayyite" (الطائي).
Pendant sa jeunesse, il est apprenti tisserand à Damas puis part pour l'Égypte où il gagne sa vie en vendant de l'eau devant la grande mosquée, tout en étudiant la poésie arabe et ses règles.

### Les débuts
C'est en Égypte qu'il aurait composé son premier poème, à la gloire du fermier (collecteur d'impôts)ʿAyyāš b. Lahīʿa. N'ayant pas obtenu la récompense espérée, il se venge en composant des satires à son sujet.
Abū Tammām regagne ensuite en Syrie. En 833, alors que le calife al-Ma’mūn rentre de sa campagne contre les Byzantins, le poète se présente à lui vêtu à la mode bédouine et lui dédie une qas̩īda que le calife ne trouve pas à son goût: il est illogique à ses yeux qu'un bédouin compose de la poésie à la mode citadine.

### La consécration
C'est sous le règne du calife al-Muʿtas̩im qu'Abū Tammām connaît la célébrité. En 838, il est envoyé au-devant du calife qui revient victorieux d'Amorium (عمّورية) et obtient une audience qui ne lui accordée qu'à la condition qu'il ne récite pas en personne son poème, mais qu'il délègue cette charge à un récitant (rāwī) doté d'une belle voix. Abū Tammām avait en effet une voix rauque qui indisposait le calife. C'est en cette occasion qu'il fait réciter sa célèbre ode à la conquête d'Amorium. Le premier hémistiche de ce poème, L'épée est plus véridique que les livres (السيفُ أصدقُ أنباءً من الكُتُبِ), fait allusion aux prédictions des astrologues qui avaient tenté de dissuader le calife de mener cette campagne. Faisant fi de leurs prédictions et de leurs livres, le calife préféra se fier à son épée.
C'est ainsi qu'Abū Tammām devient le plus grand panégyriste de son temps. Outre le calife, il loue de nombreux dignitaires de cette période.
Il ne dédaigne pas non plus se rendre auprès de gouverneurs de provinces, tels ʿAbd Allāh b. T̩āhir à Nichapur. Déçu par les récompenses accordée par ʿAbd Allāh b. T̩āhir et ne supportant pas la rigueur du climat, il retourne sur ses pas. Bloqué par la neige à Hamadhan, il met à profit son séjour dans la ville pour composer sa plus célèbre anthologie poétique, la H̩amāsa.
Deux ans avant sa mort, un haut fonctionnaire de l'administration abbasside et admirateur du poète, H̩asan b. Wahb, lui obtient une charge de maître des postes à Mossoul.

## Réception de l'œuvre poétique d'Abū Tammām
L'œuvre poétique d'Abū Tammām n'a laissé indifférents ni ses contemporains ni leurs successeurs. Le style d'Abū Tammām, chargé d'ornements rhétoriques (badīʿ) et de jeux de mots, son vocabulaire précieux sont la marque d'une poésie de plus en plus intellectualisée et de plus en plus tournée vers l'écrit, en rupture avec une tradition poétique qui, de par son oralité, devait être compréhensible de façon immédiate.
Le poète Diʿbil, connu et craint pour ses remarques perfides, dit de lui qu'un tiers de sa poésie est du plagiat, un tiers mauvais et un tiers bon.
Son élève al-Buh̩turī (que les critiques ultérieurs opposeront à lui, alors que, de leur vivant, leurs rapports étaient harmonieux) dit de lui: "Sa bonne poésie est meilleure que ma bonne poésie et sa mauvaise poésie est pire que ma mauvaise poésie.".
Le célèbre poète al-Buhturi, élève et contemporain d'Abu Tammâm, était également membre de la tribu Tay'. Dans la littérature arabe, ces deux poètes ont souvent été comparés l'un à l'autre. Généralement, Abu Tammâm est accepté comme le représentant du style poétique artificiel (masnû'). D'autre part, son élève al-Buhturî est généralement considéré comme le représentant du genre poétique naturel (matbû').
Bien après sa mort, de nombreux ouvrages sont composés, soit pour dénigrer soit pour louer sa poésie. Aux rangs de ses partisans, on compte al-S̩ūlī dans ses Ah̠bār Abī Tammām, qui constituent la source la plus ancienne et la plus détaillée sur la vie du poète. Al-Marzūqī se fait lui aussi l'avocat d'Abū Tammām dans son Kitāb al-Intis̩ār min z̩alamāt Abī Tammām.
À l'inverse, le critique al-Āmidī, même s'il prétend se livrer à une comparaison neutre et objective entre la poésie d'Abū Tammām et celle d'al-Buh̩turī, montre dans al-Muwāzana bayn al-Tā’iyayn Abī Tammām wa-l-Buh̩turī une nette préférence pour le second.

## Préservation de l'œuvre d'Abū Tammām
Son dīwān, qui rassemble toute sa poésie, a été collecté par al-S̩ūlī (classé par ordre alphabétique) et par ʿAlī b. H̩amza al-Is̩fahānī (par thèmes).
Abū Tammām a composé plusieurs anthologies poétiques:
- la H̩amāsa, composée de fragments de poésie de poètes peu connus, a été publiée; Extrait[8] :

« J*ai juré, lorsque la nuit sombre m'environne, de ne jamais cacher mon foyer au voyageur nocturne. Aussi, amis, faites briller une flamme claire qui apparaisse dans l'obscurité à l'étranger altéré, afin qu'à notre feu se présente un homme de noble apparence, aux traits altérés par la fatigue et la faim. S'il veut ensuite me connaître et s'il me demande qui je suis, alors je dis mon nom bien haut et je ne le cache pas. La plus belle nuit est celle que je passe à traiter mon hôte et à lui offrir les meilleurs mets auxquels personne (excepté lui) n'oserait toucher... »
- la petite H̩amāsa (الحماسة الصغرى) aussi intitulée al-Wah̩šiyyāt nous est également parvenue:
- le critique al-Āmidī, dans al-Muwāzana, cite de nombreux autres titres d'anthologies qui ne nous sont pas parvenues. Il voit dans cette grande connaissance de la poésie qu'avait Abū Tammām une des raisons qui l'ont poussé à multiplier les plagiats: en effet, peu de gens connaissaient la poésie ancienne aussi bien que lui. Il était donc peu probable que ses emprunts soient repérés[9].